# Edmond Gros
Pour les articles homonymes, voir Gros.
Joseph Jean Marius Edmond Gras connu sous le pseudonyme d'Edmond Gros, né le 16 novembre 1864 à Aubagne fils de Louis Joseph Gras et de Anne Marie Joséphine Philomène Arnaud. Il est mort à Sanary-sur-Mer le 9 janvier 1933. C'est un graveur, lithographe et dessinateur français.

## Biographie
Il expose au Salon des artistes français dès 1896. 
On lui doit, entre autres, des illustrations de partitions musicales et de nombreux livres. 

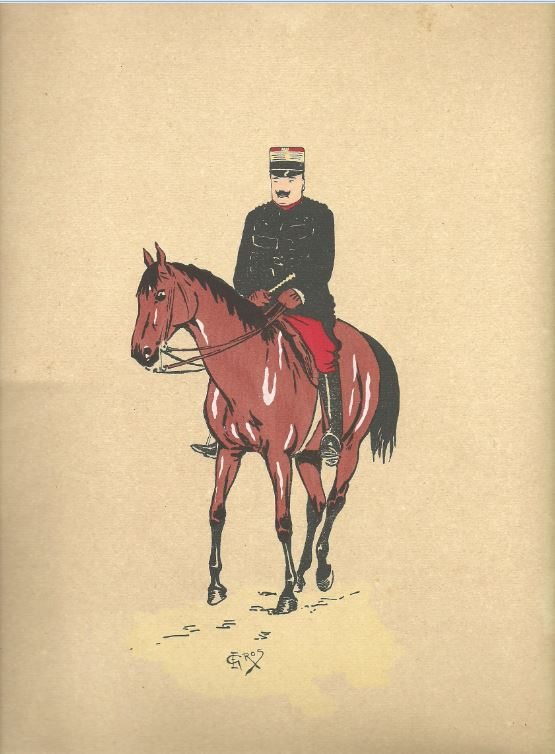
Estampe de la série L'Allée des poteaux [au Bois de Boulogne] et ses habitués du matin (1902).

De son service militaire à Poitiers en 1897 dans le 20e de Cavalerie nait son goût prononcé pour les chevaux qu'il dessine dans divers situations. 
Il se marie le 17 janvier 1903 à Paris 8e avec Julia Henriette Sartor. 
Fonctionnaire au Ministère de l'Intérieur (octobre 1889 - 14 juillet 1904) puis au Ministère des colonies (15 juillet 1904 - 31 janvier 1910), il devient trésorier particulier de l'Annam en février 1910. Nommé à Hué, sa femme ne voulant pas le suivre en Indochine ils divorcent. 
Il va pendant sa carrière dans l'administration des finances à Hué poursuivre son œuvre en dessinant de nombreuses scènes de la vie des indochinois.
Il illustre aussi une revue Les Amis du vieux Hué. Il est nommé chevalier de la Légion d'honneur le 5 février 1921. 
En 1923 sous le haut patronage de S.M Khai-Dinh empereur d'Annam et de Pierre Pasquier résident supérieur d'Annam, est inauguré le musée Khai-Dinh. Les membres de la première commission d'administration sont : Edmond Gras président, (ms) Rigaux, Levadoux, Sogny et Peyssonnaux conservateur.
Sans enfant il entreprend d'adopter en 1914 une petite fille Jeanne née le 25 octobre 1912 à Hué. La reconnaissance de Jeanne a eu lieu le 15 mars 1919. Elle sera envoyée en France en 1922 sous la protection de ses tantes, son père Edmond Gras la rejoindra trois ans plus tard à la retraite.